# 韓東育
韓 東育（カン・トウイク、1962年 - ）は、中華人民共和国の思想史学者、歴史学者。東北師範大学副学長。

## 人物
東北師範大学卒業。東京大学で博士号取得。東京大学客員研究員、日本学術振興会外国人特別研究員、九州大学講義教授、国立台湾大学人文社会高等研究院訪問学者、国際日本文化研究センター研究員、東北師範大学歴史文化学院教授。
学外では、中華日本学会副会長、吉林省歴史学界会長、中華人民共和国教育部長江学者特聘教授、中華人民共和国教育部国別和區域研究中心東亞研究院院長。